# 加斯东·拉格诺
加斯东·拉格诺（法語：Gaston Ragueneau，1881年10月10日—1978年7月14日），法国男子田径运动员。他曾代表法国参加1900年和1908年夏季奥林匹克运动会田径比赛，其中1900年奥运会获得一枚银牌。